# بيتر روبرتسون (سياسي)
بيتر روبرتسون (بالإنجليزية: Angus Robertson) هو صحفي وسياسي بريطاني، ولد في 28 سبتمبر 1969 في ويمبلدون في المملكة المتحدة. حزبياً، نشط في الحزب القومي الاسكتلندي.

## مناصب
- في الانتخابات العامة في المملكة المتحدة 2001، انتخب عضو برلمان المملكة المتحدة الـ53 عن دائرة موراي وقد انضم خلال فترته النيابية ‏ (7 يونيو 2001 – 11 أبريل 2005)  للكتلة البرلمانية الحزب القومي الاسكتلندي.
- في الانتخابات العامة في المملكة المتحدة 2005، انتخب عضو برلمان المملكة المتحدة الـ54 عن دائرة موراي وقد انضم خلال فترته النيابية ‏ (5 مايو 2005 – 12 أبريل 2010)  للكتلة البرلمانية الحزب القومي الاسكتلندي.
- في انتخابات المملكة المتحدة لعام 2010، انتخب عضو برلمان المملكة المتحدة الـ55 عن دائرة موراي وقد انضم خلال فترته النيابية ‏ (6 مايو 2010 – 30 مارس 2015)  للكتلة البرلمانية الحزب القومي الاسكتلندي.
- في الانتخابات العامة في المملكة المتحدة 2015، انتخب عضو برلمان المملكة المتحدة الـ56 عن دائرة موراي وقد انضم خلال فترته النيابية ‏ (8 مايو 2015 – 3 مايو 2017)  للكتلة البرلمانية الحزب القومي الاسكتلندي.
- انتخب Deputy leader [الإنجليزية]‏ الحزب القومي الاسكتلندي (13 أكتوبر 2016 – ).
- انتخب عضو مجلس الشورى البريطاني.

## وصلات خارجية
- الموقع الرسمي